# NK Trgovački Slavonski Brod
NK Trgovački je bivši hrvatski nogometni klub iz Slavonskog Broda.

## Povijest
Klub je osnovan 1962. godine. Djelovao je do 1972., kad je raspušten.
Za Trgovački je igrao Ivan Bičanić, danas član nogometnih sudačkih organizacija u Hrvatskoj. Savezni sudački instruktor od 1993. Za 2012. godinu Bjelovarsko-bilogorska županija dodijelila mu je "Nagradu zajednice športskih udruga i saveza" kao značajno priznanje za izuzetan doprinos razvoju športa i kao nagrada za životno djelo u području športa i obljetnice.
Za Trgovački je igrao svestrani športaš i športski sudac Rudolf Abramović, najsvestraniji brodski športaš svih vremena koji se bavio gimnastikom, košarkom, rukometom, nogometom i stolnim tenisom, dugogodišnji rukometni trener, uspješni športski djelatnik i stručnjak u raznim športskim organizacijama grada Slavonskog Broda.